# 艾弗里·约翰逊
艾弗里·约翰逊（英語：Avery Johnson，1965年3月25日—），为美国NBA联盟的前职业篮球运动员。球員時期曾效力過西雅圖超音速、丹佛金塊、聖安東尼奧馬刺、休士頓火箭、金州勇士和達拉斯小牛，1998-99 NBA賽季曾在聖安東尼奧馬刺拿到NBA冠軍戒指，在教練生涯曾執教達拉斯小牛和紐澤西籃網（現在的布魯克林籃網）。

## 執教生涯

### 達拉斯小牛（2004–2008）
2005-06賽季，小牛隊經過多番的重組以及聘請艾弗里·约翰逊作為教練，在他的帶領之下重整球隊。并組成了以诺维茨基、特里和霍华德為核心的新陣容。在這一賽季中獲得了60勝22負的佳績，教練约翰逊更獲得NBA最佳教練獎項。
在季後賽，小牛隊在西岸第二圈的第七場憑著德克·诺维茨基的突出表現和比對手更佳的後備球員，在比賽加時勝出，以總比數4：3驚險的擊敗衛冕冠軍的馬刺。在西岸決賽，他們繼續以優秀的表現以總比數4：2擊敗太陽，打破球隊歷史，首次晉身NBA總決賽。然而，小牛在總決賽中，面對著同樣是也是首次晉身NBA總決賽的邁阿密熱火，首先他們贏了兩場，不過後來連輸四場，沒辦法得到他們史上NBA第一座總冠軍。
2006-2007賽季，小牛隊在常規賽繼續高歌猛進，曾經一度逼近1996年公牛創下的72勝10負的歷史記錄，不過在賽季末段有所保留，最終只是以67勝15負的成績結束整個賽季，雖然沒有達成，但同樣創下了球隊史上最佳戰績，并且首度獲得常規賽冠軍。
球隊明星諾維斯基更獲頒NBA最有價值球員獎，是小牛歷史上首位獲此殊榮的球員，也都是首位獲獎的歐洲球員，而NBA則是連續三年將獎項頒給美國本土以外的球員。
只不過，小牛在季末選擇了前球隊教練老尼尔森率領的金州勇士隊作為季后賽首輪對手，結果爆冷以2:4輸給對手，令人大跌眼鏡，而小牛也都成為NBA史上第三支被八號種子淘汰的第一種子球隊。
2007-08赛季，球队为了争夺总冠军，用極具潛力的年輕控衛德文·哈里斯从新泽西网通过交易获得了昔日的舊將贾森·基德。然而年老的基德不复昔日之勇,交易過後的小牛對50%勝率的球隊更只取得3勝，球队在这次交易中未能得到太大提升。球队最终仅以51胜31负排名西部第7名。季后赛第一轮，小牛队遭遇了该赛季最大的黑马新奥尔良黄蜂队，最终以1：4惨淡出局。艾弗里·约翰逊賽後被老板库班炒魷魚。

### 紐澤西籃網/布魯克林籃網（2010–2013）
2010年6月10日，約翰遜被聘為新澤西網隊的主教練，2009-10 NBA賽季只拿下12-70的成績。球隊遷移到布魯克林在2012年，他獲選10月份東區最佳教練。12月27日約翰遜被解僱，留下14勝14敗五成勝率的成績。籃網宣布由助理教練P·J·卡萊西莫接替約翰遜代理執教到球季結束。

### 阿拉巴馬大學 (2015–2019)
2015年4月5日，ESPN報導，約翰遜已口頭同意成為阿拉巴馬大學的籃球教練，取代安東尼·格蘭特，次日，該大學正式宣布約翰遜的招聘。2019年3月24日，阿拉巴马大学男篮在2019NIT首轮失利后，约翰逊和学校达成协议，不再擔任該球隊總教練。

## 執教成績
| 隊伍 | 年份    | 常規賽 | 常規賽 | 常規賽 | 常規賽 | 常規賽         | 季後賽     |
| 隊伍 | 年份    | 比賽   | 勝     | 負     | 勝率   | 排名           | 季後賽     |
| ---- | ------- | ------ | ------ | ------ | ------ | -------------- | ---------- |
| DAL  | 2004-05 | 18     | 16     | 2      | .889   | 西南組第二名   | 第二輪失利 |
| DAL  | 2005-06 | 82     | 60     | 22     | .732   | 西南組第二名   | 总决赛失利 |
| DAL  | 2006-07 | 82     | 67     | 15     | .817   | 西南組第一名   | 第一轮失利 |
| DAL  | 2007-08 | 82     | 51     | 31     | .622   | 西南組第四名   | 第一轮失利 |
| NJN  | 2010-11 | 82     | 24     | 58     | .293   | 太平洋組第四名 | 未進入     |
| NJN  | 2011-12 | 60     | 22     | 44     | .333   | 大西洋組第五名 | 未進入     |
| BKN  | 2012-13 | 82     | 14     | 14     | .500   | 大西洋組第三名 | 被開除     |
| 總計 | 總計    | 440    | 254    | 186    | .577   |                |            |